# Louis Wade Sullivan
Pour les articles homonymes, voir Sullivan.
Louis Wade Sullivan, né le 3 novembre 1933 à Atlanta (Géorgie), est un médecin et homme politique américain. Membre du Parti républicain, il est secrétaire à la Santé et aux Services sociaux entre 1989 et 1993 sous l'administration du président George H. W. Bush.

## Biographie
Il est le fondateur de la Morehouse School of Medicine, à Atlanta.